# Anisodes magnidiscata
Anisodes magnidiscata är en fjärilsart som beskrevs av W. Warren 1904. Anisodes magnidiscata ingår i släktet Anisodes och familjen mätare. Inga underarter finns listade i Catalogue of Life.